# Превечори (Караш-Северин)
Превечори (рум. Preveciori) насеље је у Румунији у округу Караш-Северин у општини Бауцар. Oпштина се налази на надморској висини од 989 m.

## Становништво
Према подацима из 2002. године у насељу је живело 10 становника, од којих су сви румунске националности.